# Człowiek, który wiedział za dużo (film 1934)
Człowiek, który wiedział za dużo – brytyjski dreszczowiec, zrealizowany w 1934 przez Alfreda Hitchcocka. Jest to pierwsza wersja filmu (również Hitchcocka) o tym samym tytule.

## Opis fabuły
Spędzając urlop w Szwajcarii, urzędnik Bob Lawrence, staje się świadkiem morderstwa na angielskim agencie. Chcąc zmusić go do milczenia, przestępcy porywają jego córkę. Decyduje się, wraz z małżonką, bez pomocy policji, odzyskać dziecko. Nie udaje im się uniknąć pojmania. Życie rodziny zostaje zagrożone.

## Obsada
- Leslie Banks – Lawrence
- Edna Best – Jill
- Peter Lorre – Abbott
- Frank Vosper – Ramon
- Hugh Wakefield – Clive
- Nova Pilbeam – Betty Lawrence
- Pierre Fresnay – Louis
- Cicely Oates – Nurse Agnes
- B. A. Clarke Smith – Binstead
- George Curzon – Gibson